# Fuwa Sei
Fuwa Sei là một cầu thủ bóng đá người Nhật Bản.

## Đội tuyển bóng đá quốc gia Nhật Bản
Fuwa Sei được triệu tập vào đội tuyển Nhật Bản tham dự Thế vận hội Mùa hè 1936.